# Jerzy Alber-Siemieniak
Jerzy Alber-Siemieniak (właśc. Jerzy Siemieniak; ur. 1 marca 1912 w Warszawie, zm. 25 sierpnia 1970 tamże) – polski aktor teatralny i telewizyjny, działacz na rzecz ruchu teatralnego w Polsce. Mąż Jadwigi Siemieniak.

## Życiorys
Był synem Michała Siemieniaka i Eleonory z Kosińskich. Ze względu na trudną sytuację materialną i rodzinną już podczas nauki w szkole średniej musiał podjąć pracę. Należał do OMTUR-u i często występował w amatorskich przedstawieniach i imprezach młodzieżowych. 
Namówiony przez Stefana Jaracza postanowił zdać eksternistyczny egzamin aktorski przed komisją ZASP-u. Dzięki niemu uzyskał prawo angażowania się do teatrów zawodowych. W 1930 roku był aktorem Teatru Miejskiego w Płocku, a rok później występował w półamatorskim Teatrze Katolickim i Teatrze Plenerowym ZASP-u. Jeszcze w tym samym roku dostał angaż w Teatrze Miejskim w Sosnowcu, gdzie grał w sezonie 1931/32. W sezonie następnym był aktorem amatorskiego Młodzieżowego Teatru Objazdowego Żagiew, występował też w Kielcach (1933). Sezon 1934/35 spędził w Objazdowym Teatrze dla Wojska. 
Podczas wojny nie pracował w teatrze. Został aresztowany, ale udało mu się uciec z transportu do obozu w Oświęcimiu. Po wojnie przez kilka lat (1945-48) długo chorował i występował sporadycznie (głównie w rewiach). W latach 1949–52 uczestniczył w koncertach organizowanych przez warszawski Wydział Kultury, a potem, w latach 1953-54, również w imprezach ARTOS-u. W latach 1955–57 brał udział w tzw. koncertach literackich, prowadził też w tym czasie zespoły amatorskie. W latach 1958–60 występował w warszawskim Teatrze Sensacji w Warszawie, gdzie zagrał wiele znaczących ról.

## Role teatralne (wybór)
- 1959: Włamywacze jako Stryj Feliks (reż. Barbara Fijewska)
- 1959: Świadek oskarżenia jako Sędzia (reż. Eugeniusz Poreda)
- 1960: Tajemniczy sobowtór jako Johnson (reż. Zbigniew Stok)
- 1970: Pierwszy interesant (reż. Jerzy Antczak, Teatr Telewizji)